# Euproctis grisea
Euproctis grisea är en fjärilsart som beskrevs av Semper 1898. Euproctis grisea ingår i släktet Euproctis och familjen tofsspinnare. Inga underarter finns listade i Catalogue of Life.